# Stadion Beira-Rio
Estádio Beira-Rio je stadion u Porto Alegreu, Brazil. Stadion je otvoren 1969., a renoviran je 2013. godine za Svjetsko nogometno prvenstvo u Brazilu 2014. godine. Nogometni klub Internacional je vlasnik ovog stadiona koji ima kapacitet 51.300 gledatelja. 

## Vanjske poveznice
- (port.) Službena stranica